# Porte de Montreuil
De Porte de Montreuil is een toegangspunt (Porte) tot de stad Parijs, en is gelegen in het oostelijke 20e arrondissement aan de Boulevard Périphérique.
Vanuit de Porte de Montreuil vertrok vroeger de nationale weg N302 naar Montreuil en Gagny. Tegenwoordig is dit de RNIL 302.
Bij de Porte de Montreuil is het gelijknamige metrostation Porte de Montreuil aanwezig, dat onderdeel is van de Parijse metrolijn 9.